# Gerenia
Gerenia o Gerena (en griego, Γερηνία o Γέρηνα) es el nombre de una antigua ciudad griega de Mesenia. 
En la Odisea, Homero aplica a menudo a Néstor el epíteto de «caballero gerenio», lo que se ha interpretado de dos maneras: o se le atribuía el significado de «viejo» o significaba que era procedente de la ciudad de Gerenia.
Estrabón la ubicaba cerca de Feras. El geógrafo situaba allí un templo de Asclepio Triceo, que sería una filial de otro santuario de Asclepio que se encontraba en Trica y añade que algunos eran de la opinión de que Gerenia debía identificarse con otra ciudad mencionada por Homero llamada Énope.
Pausanias, por su parte, la ubica a treinta estadios de Alagonia, dice que era una de las poblaciones de los eleuterolacones y la identifica con la ciudad de Énope. Según una tradición, Gerenia fue el sitio donde Néstor se crio pero según otra, fue el sitio donde se retiró después de que Heracles tomara Pilos. Allí, según Pausanias, había un santuario de Macaón, hijo de Asclepio, así como su supuesto túmulo y una estatua suya de bronce. En su territorio se encontraba el monte Calatio donde había un santuario de Clea y una cueva de la que destaca su interior.
Se localiza en una población llamada Kampos, unos 15 km al sudeste de Kalamata.